# Vålsjö kvarn
Vålsjö kvarn är ett vattenverk i Vålsjö nordöst om Järvsö i Hälsingland. Kvarnen blev ett byggnadsminne 1994.

## Bakgrund
Vålsjöbäcken, även kallad Strånsjöbäcken, kastar sig 48 meter utför bergssidan i Vålsjö och bildar därmed Hälsinglands högsta vattenfall. Fallet har utnyttjats till många olika vattendrivna verk. Kartan från storskiftet 1799 visar sex olika anläggningar som benämns "såg och sqvaltekvarnar". Vålsjö var då bodland till Säljesta och Kåsjö byar.

## Historia
Bonden på Kålsjö nr 5 Erik Andersson, köpte 1851 hälften av vattenfallets verk, skvalta, skäkt, vadmalsstamp, andra byggnader och jord vid Vålsjöbäcken. Den andra halvan ägdes av Olof Persson i Norr. Två år senare ansökte de två delägarna om att få anlägga en tullmjölkvarn istället för den gamla skvaltan. År 1856 fick de tillstånd att anlägga kvarnen 1858 var den färdigbyggd och granskades inför skattläggning. Årtalet 1857 finns målat på en bjälke på bottenvåningen. Kvarnen hade till en början två par stenar för grovmäld.
År 1864 köptes kvarnen av mjölnardrängen Lars Wilhelm Skalberg efter giftermål med Erik Anderssons dotter Brita. Därefter gick kvarnen i arv i tre generationer Skalberg innan nedläggningen 1955. Kvarnen och den intilliggande gården övertogs 1974  av den siste mjölnarens son.

### Teknologisk historik
Kvarnen drevs först med vattenhjul vilket byttes ut mot två mindre turbiner samtidigt som turbinhuset byggdes till troligen 1918. När den siste mjölnaren tog över kvarnen 1906 gjordes en renovering och modernisering. Då byttes de två gamla turbinerna ut mot en stor och naturstenarna byttes mot gjutna stenar. En tillbyggnad mot öster som innehåller förstuga och såhus, tillkom någon gång i 1900-talets början. I övrigt har ändringarna på byggnaden bara bestått av att trasiga fönster bytts mot gamla återanvända och ett plåttak har lagts över det gamla spåntaket.
Samtidigt med turbinerna installerades även en generator i kvarnen och man fick elström inte bara till det egna behovet utan kunde även leverera elström till sex gårdar i grannskapet. Ända fram till kvarnens nedläggning 1955 fortsatte elproduktionen.

## Beskrivning
Kvarnen är byggd i tre våningar. Den ursprungliga kvarnbyggnaden är uppförd i timmer, de senare tillbyggda delarna i resvirke. Säden togs in via översta våningen. Där finns sädeslårar och nedsläpp för olika malningar. I mellanvåningen finns kvarnstenarna, en kross för havre och en skräddmaskin. I våningen längst ner finns utsläppen från kvarnen i våningen ovanför. Allt maskineri finns bevarat och kvarnen är fullt funktionsduglig om turbinen skulle installeras efter en upprustning av turbinhuset.
Färdstallet strax norr om kvarnen byggdes för att härbärgera böndernas hästar under tiden malningen pågick. Malningen kunde ta många timmar och ibland kunde också en övernattning bli nödvändig varför en kvarnkammare med eldstad finns i kvarnen. Vid fallet ovanför kvarnbyggnaden ligger en smedja som byggdes på 1920-talet. Smedjan är exteriört välbevarad och innehåller även en stor del av den ursprungliga utrustningen.